# Gary U.S. Bonds
Gary U.S. Bonds, pseudonimo di Gary Levone Anderson,  (Jacksonville, 6 giugno 1939), è un cantante statunitense.

## Biografia
Il suo singolo Quarter to Three del 1961 raggiunge la prima posizione nella Billboard Hot 100, restandovi per due settimane.

## Discografia parziale

### Album in studio
- 1961 - Dance 'til Quarter to Three
- 1962 - Twist Up Calypso
- 1981 - Dedication
- 1982 - On the Line
- 1984 - Standing in the Line of Fire
- 1986 - Nothing Left to Lose
- 2004 - Back in 20
- 2009 - Let Them Talk (2009)

### Album dal vivo
- 2001 - King Biscuit Flower Hour (Live)
- 2000 - Live!
- 2003 - From the Front Row... Live!
- 2005 - In Concert

### Raccolte
- 1990 - The Best of Gary U.S. Bonds
- 1994 - Take Me Back to New Orleans
- 1996 - The Best of Gary U.S. Bonds
- 1998 - The Very Best of Gary U.S. Bonds: The Original Legrand Masters
- 2008 - Certified Soul (Singles from 1968–1970)

### Singoli (1960-1963)
- 1960 New Orleans (#3 R&B; #3 pop)
- 1961 Quarter To Three (#1 [3 weeks] R&B; #1 [4 weeks] pop)
- 1961 School Is Out (#2 [4 weeks] R&B; #2 [2 weeks] pop)
- 1961 School Is In (#27 R&B)
- 1961 Dear Lady Twist (#5 R&B; #9 pop)
- 1962 Twist, Twist Senora (#11 R&B; #9 pop)
- 1962 Seven Day Weekend (#16 R&B)